# Le Spectre au masque de soie
Le Spectre au masque de soie — The House at Satan’s Elbow dans l'édition originale en anglais — est un roman policier américain de John Dickson Carr publié en 1965. C'est le 21e roman de la série mettant en scène le personnage du Dr Gideon Fell.  

## Résumé
Quand Garret Anderson, un célèbre historien, retrouve à Londres son ami d'enfance Nick Barclay, un magnat de la presse américaine, ce dernier lui révèle qu'il est venu en Angleterre pour percevoir l'héritage de son grand-père Clovis. Or la découverte d'un nouveau testament qui le déshérite au profit de son frère complique moins la situation pour lui que pour sa tante Essie et de son oncle Pennington, qui habitaient avec le défunt la sinistre demeure de Greengrove, et que le nouvel héritier pourrait jeter sur le pavé. En somme, Nick demande à son vieil ami Garret de l'accompagner à Greengrove, car il craint des débordements de la part de son oncle, qui se serait récemment procuré une arme, et aussi, il le confesse non sans honte, parce que le bruit court que le fantôme de la vieille maison, un ancien juge au visage recouvert d'un masque de soie, se serait de nouveau manifesté.  
Et voilà qu'à leur arrivée à Greengrove, Nick et Garret sont plongés dans des événements rocambolesques : un coup de feu est tiré dans la bibliothèque et l'oncle Pennington affirme que c'est le spectre au masque de soie lui a tiré dessus à blanc avant de traverser la fenêtre pourtant fermée de l'intérieur.  Rien ne paraîtrait crédible dans cette histoire, si le Dr Fortescue, qui soigne le vieil oncle pour ses faiblesses cardiaques, ne venait confirmer qu'il a vu depuis la fenêtre de sa chambre un étrange personnage s'éloigner de la maison vers le jardin.  
Bientôt, l'oncle Pennington n'y tient plus : il envoie une missive à son ami le Dr Gideon Fell, lui enjoignant de venir faire enquête, mais au cours de la nuit, il est grièvement blessé par balle, alors qu'il s'était enfermé dans la bibliothèque comme dans une forteresse...

## Particularités du roman
Le Spectre au masque de soie est dédié à Clayton Rawson, un auteur américain de roman policier, passionné des énigmes en chambre close et très grand ami de John Dickson Carr.
Dans ce récit, Gideon Fell est accompagné dans son enquête par le haut fonctionnaire Elliot de Scotland Yard, qui n'est autre que l'inspecteur Elliot présent à ses côtés vingt ans plus tôt dans Le Naufragé du Titanic, Les Yeux en bandoulière et Un fantôme peut en cacher un autre.

## Éditions
- Éditions originales en anglais
  - (en) John Dickson Carr, The House at Satan’s Elbow, New York, Harper, 1965 — Édition américaine
  - (en) John Dickson Carr, The House at Satan’s Elbow, Londres, Hamish Hamilton, 1965 — Édition britannique

- Édition française
  - (fr) John Dickson Carr (auteur) et Danièle Grivel (traducteur) (trad. de l'anglais), Le Spectre au masque de soie [« The House at Satan’s Elbow »], Paris, Librairie des Champs-Élysées, coll. « Le Masque. Les Maîtres du roman policier.  no 2427 », 1999, 317 p. (ISBN 2-7024-2864-9, BNF 37046199)

## Source bibliographique
- Roland Lacourbe, John Dickson Carr : scribe du miracle. Inventaire d'une œuvre, Amiens, Encrage, 1997, p. 60-61.